# 千葉県道241号千倉停車場線
千葉県道241号千倉停車場線（ちばけんどう241ごう ちくらていしゃじょうせん）は、千葉県南房総市を起点・終点とする一般県道。
千倉駅への接続と、千倉駅と国道410号間の利用（瀬戸浜海岸・鴨川市方面）にもよく使われる。途中には南房総市千倉支所や南房総市千倉図書館などの行政施設もあるため千倉地区の中心機能を担う存在への第一接続路線でもある。

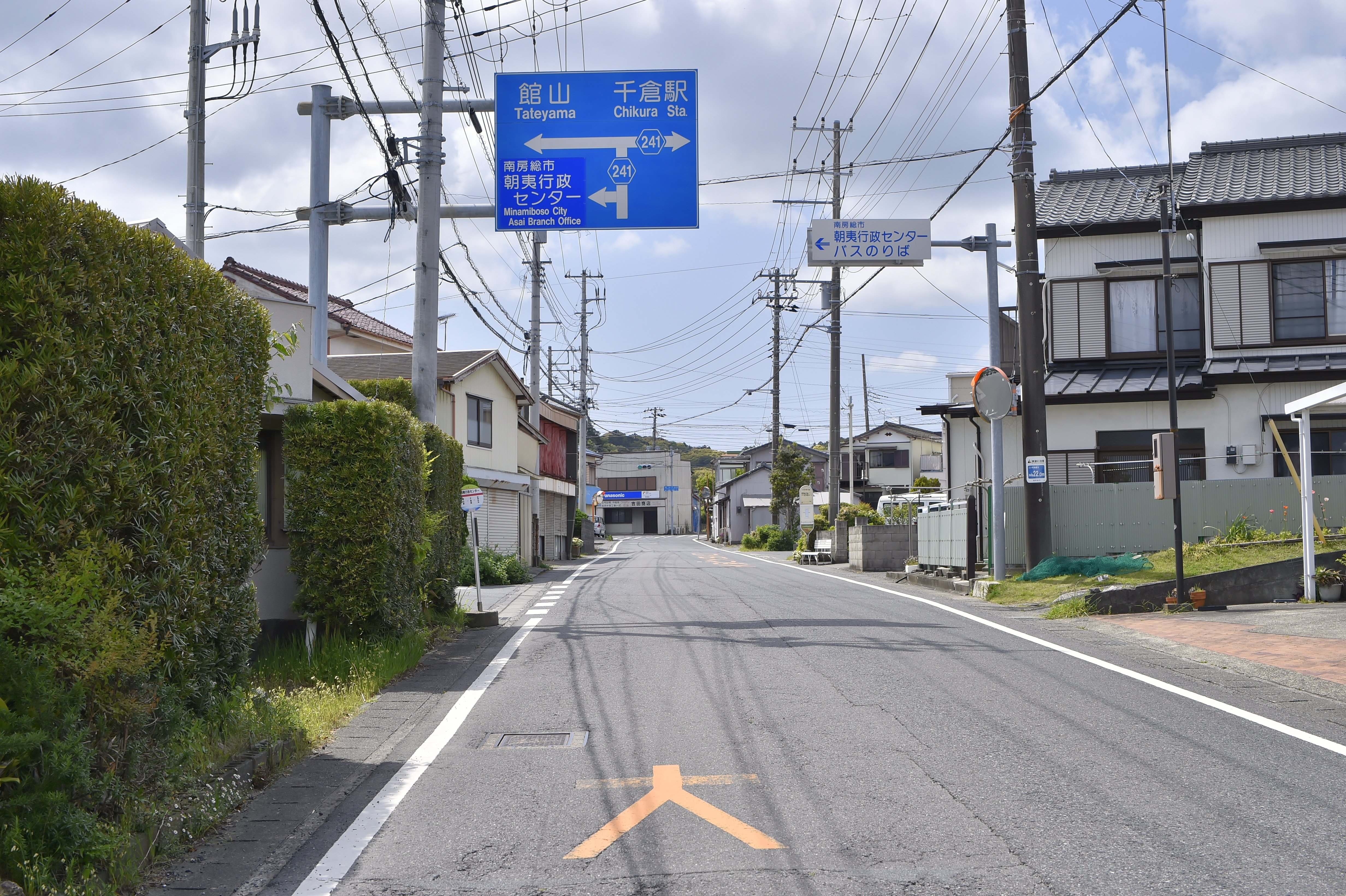
千葉県道241号千倉停車場線
南房総市千倉町瀬戸（2013年4月）

## 概要

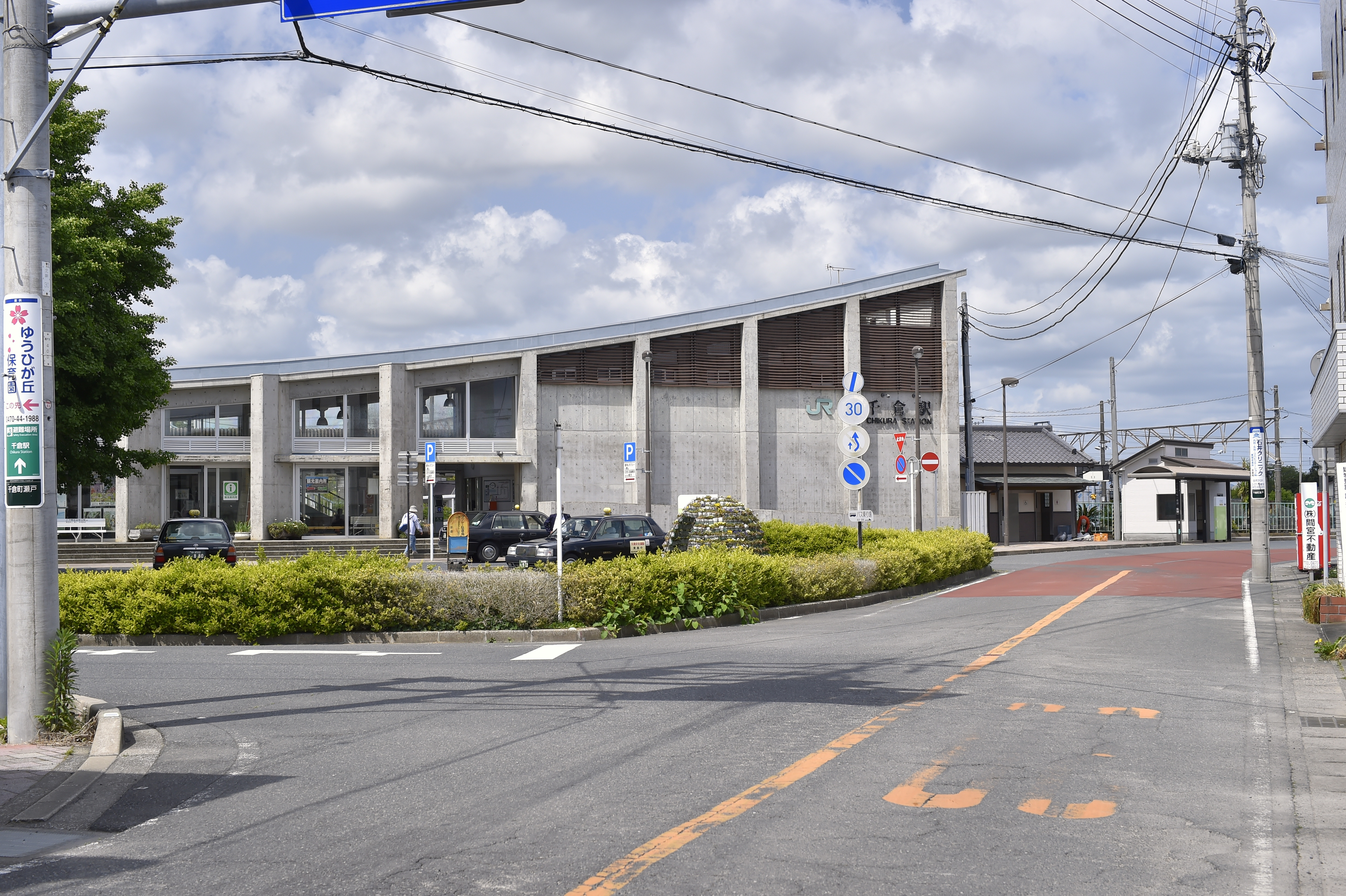
起点の千倉駅前（2013年4月）

- 起点：南房総市千倉町瀬戸（内房線 千倉駅）
- 終点：南房総市千倉町瀬戸（千倉幹部交番前交差点、国道410号交点）
- 総延長：0.874 km（安房土木事務所管内：0.874 km[1]）
- 重用延長：なし（安房土木事務所管内：0.0 km[1]）
- 実延長：0.874 km（安房土木事務所管内：0.874 km[1]）

## 通過する自治体

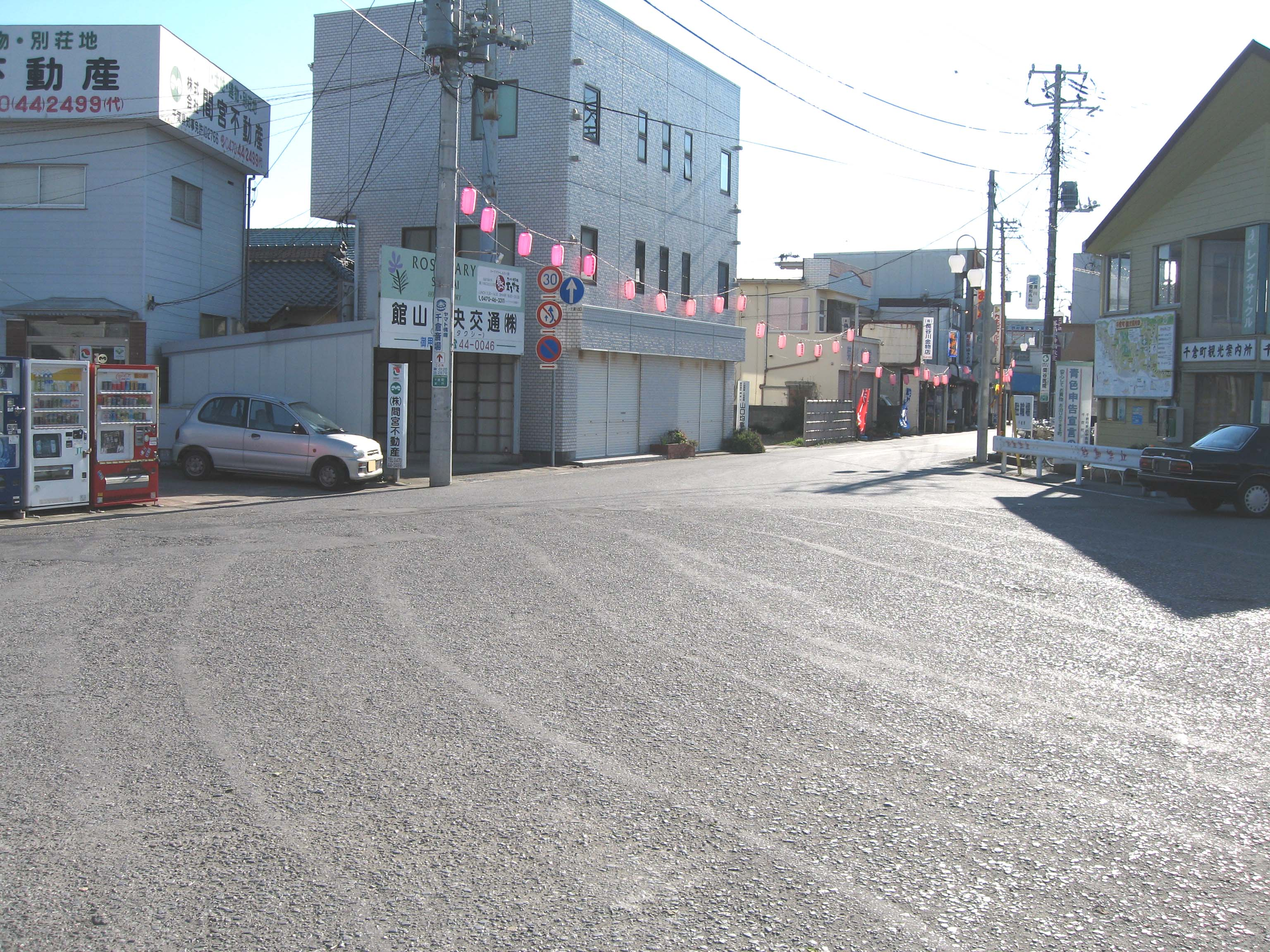
千倉駅より当道路の様子（2007年11月）

- 千葉県南房総市

## 交差する道路
- 国道410号 - 南房総市千倉町瀬戸（千倉幹部交番前交差点、終点）